# Asphondylia betheli
Asphondylia betheli är en tvåvingeart som beskrevs av Cockerell 1907. Asphondylia betheli ingår i släktet Asphondylia och familjen gallmyggor. Inga underarter finns listade i Catalogue of Life.